# La Rambla (Barcelona)
La Rambla (poznata i pod nazivima Les Rambles i Las Ramblas) je živopisna ulica i šetnica u središtu Barcelone. Povezuje Katalonski trg i Spomenik Kristofora Kolumba u Staroj luci, predstavljajući granicu između Gotičke četvrti na istoku i El Ravala na zapadu grada.
Španjolski pjesnik i dramatičar Federico García Lorca za La Ramblu je rekao da je to »jedina ulica na svijetu za koju ne bi(h) htio da završi«.